# Erebia fasciola
Erebia fasciola är en fjärilsart som beskrevs av B.C.S Warren 1931. Erebia fasciola ingår i släktet Erebia och familjen praktfjärilar. Inga underarter finns listade i Catalogue of Life.